# Les Bons Larrons
Pour plus de détails, voir Fiche technique et Distribution.
 Les Bons Larrons (Turn to the Right) est un film américain réalisé par Rex Ingram et sorti en 1922.

## Synopsis
Joe Bascom est le fils unique d'une pauvre veuve dans un village du Connecticut et est amoureux d'Elsie Tillinger, la fille de Deacon Tillinger, l'homme le plus riche et le plus méchant de la ville. Le père a des projets plus ambitieux pour sa fille que d'épouser Joe et ce dernier découragé, quitte la maison, déterminé à faire son chemin dans la vie et à revenir pour épouser Elsie. Elle promet de l'attendre et ensemble ils planifient leur maison de rêve. 
En ville, Joe se mêle à la foule des hippodromes et finit par trouver un emploi chez M. Morgan, un riche propriétaire de chevaux de course. Joe envoie fréquemment l'argent qu'il gagne à sa mère, à qui il écrit qu'il a économisé 2 000 dollars et qu'il va rentrer à la maison. Voyant une chance de faire un dernier coup, il parie tout son argent sur une course et gagne 20 000 dollars. Alors qu'il est en train d'encaisser l'argent, il est arrêté pour avoir volé l'argent de son employeur, le voleur étant en réalité le fils de M. Morgan, Lester. 
Joe est ensuite envoyé au pénitencier et y rencontre Gilly et Mugsy. Le trio est libérés de prison pour bonne conduite et Joe retourne chez lui pour empêcher sa mère de se faire escroquer par Deacon Tillinger. Pour ce faire, Joe est aidé par les deux escrocs qui arrivent en ville par hasard dans un wagon de chemin de fer et ils redressent les affaires financières de la veuve. Les escrocs sont détournés de leurs habitudes par le charme de la veuve et ils se retrouvent avec deux gentilles filles de la campagne. Grâce à un heureux hasard et à des entreprises commerciales farfelues, Joe devient riche et Elsie et lui construisent la maison de leurs rêves.

## Fiche technique
- Titre original : Turn to the Right
- Réalisation : Rex Ingram

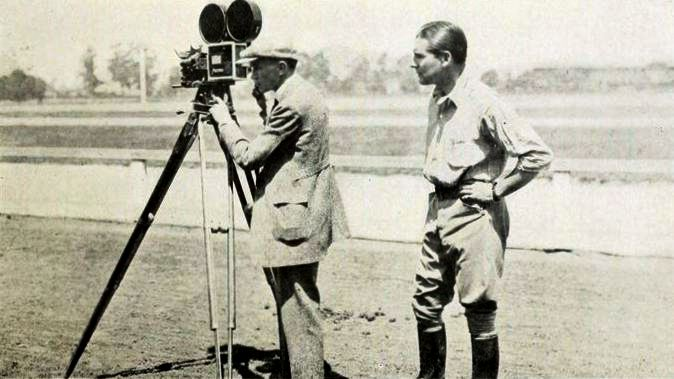
Le réalisateur Rex Ingram et le directeur de la photographie John F. Seitz.

- Scénario : June Mathis et Mary O'Hara d'après Turn to the Right de Winchell Smith et John E. Hazzard
- Photographie : John F. Seitz
- Production : Metro Pictures
- Durée : 8 bobines[1]
- Date de sortie : 12 février 1922

## Distribution

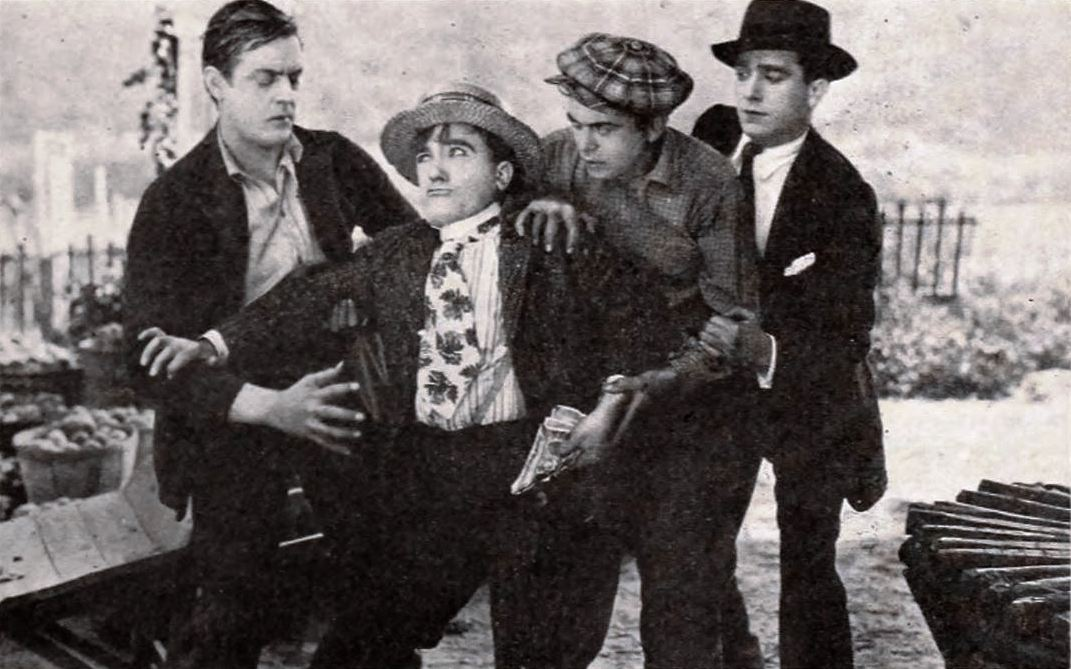
Scène du film

- Alice Terry : Elsie Tillinger
- Jack Mulhall : Joe Bascom
- Harry Myers : Gilly
- George Cooper : Mugsy
- Edward Connelly : Deacon Tillinger
- Lydia Knott: Mrs. Bascom
- Betty Allen : Betty Bascom
- Margaret Loomis : Jessie Strong
- Billy Bletcher : Sammy Martin
- Eric Mayne : Mr. Morgan
- Ray Ripley : Lester Morgan
- Max Davidson : Pawnbroker
- John George : Pool Hall Patron
- Fred Kelsey : Constable Callahan
- Lon Poff : Townsman
- Dick Sutherland : Pool Hall Patron